# 頂蔦松
頂蔦松，是臺灣雲林縣水林鄉的一個傳統地域名稱，位於該鄉西南部凸出部分的東南側。相較於今日行政區，其範圍大致包括蕃薯村、山腳村。

## 歷史
臺灣清治末期至日治初期，頂蔦松地區為一（舊制）街庄，稱為「頂蔦松庄」，隸屬於蔦松堡。該庄北與蕃薯厝庄為鄰，東及南隔北港溪與竹仔腳庄、六腳佃庄、後崩山庄為界，西邊為欍仔埔庄。
1901年（日治明治三十四年）11月，全臺廢縣廳改設二十廳，該庄隸屬於斗六廳。1903年（明治三十六年）6月，該庄編入「頂蔦松區」，隸屬於斗六廳。1909年（明治四十二年）10月，合併二十廳為十二廳，頂蔦松區改隸屬於嘉義廳。1920年（大正九年），全臺地方制度大改正，廢十二廳改設五州二廳，該庄改制為「頂蔦松」大字，隸屬於臺南州北港郡水林庄（新制街庄）。
戰後水林庄改制為水林鄉，隸屬於臺南縣，大字亦改制為村。1950年10月，雲、嘉、南分治，水林鄉改隸屬雲林縣。

## 聚落
本地區發展較早的聚落為頂蔦松（蔦松），在日治期初期的官方地圖上已有記載。此外，本地區尚有魚池內、埔仔、後厝、下莊等聚落。

## 交通
鄉道雲150線是水井至蔦松的道路，其東側端點（終點）位於本地區南部北港溪松山大橋縣界上。由此向北北西轉西北西，可前往欍子埔、水井，並止於省道台17線路口。（水井聚落東南郊）
鄉道雲153線是牛挑灣至埔仔的道路，其南側端點（終點）位於本地區中部略偏北的鄉道雲155線路口（埔仔聚落東北郊，蔦松聚落北郊，距蔦松聚落較近）。由此向北北東可前往蕃薯寮東部、後寮西部、水林、萬興東部、牛挑灣，並止於縣道155號路口。
鄉道雲155線是蕃薯厝至蔦松的道路，其南側端點（終點）位於本地區南部下莊聚落西南側的鄉道雲150線轉角路口。由此向東北東轉東北再轉北北西，可前往蕃薯寮，並止於該地區東北部的鄉道雲153線路口（蕃薯厝聚落東北郊）。

## 學校
- 蔦松國中
- 蔦松國小